# Neuroengenharia
A "neuroengenharia" inclui todas as práticas, disciplinas e tecnologias para melhorar o desempenho ou modificar o cérebro.

## Aplicações médicas
A neuroengenharia clínica reúne físicos, químicos, matemáticos, especialistas em engenharia de materiais, engenheiros da computação e neurocientistas para enfrentar os desafios associados com a criação de interfaces entre os neurônios e os substratos artificiais para restaurar a função do sistema nervoso danificado.

## Abordagens exploratórias

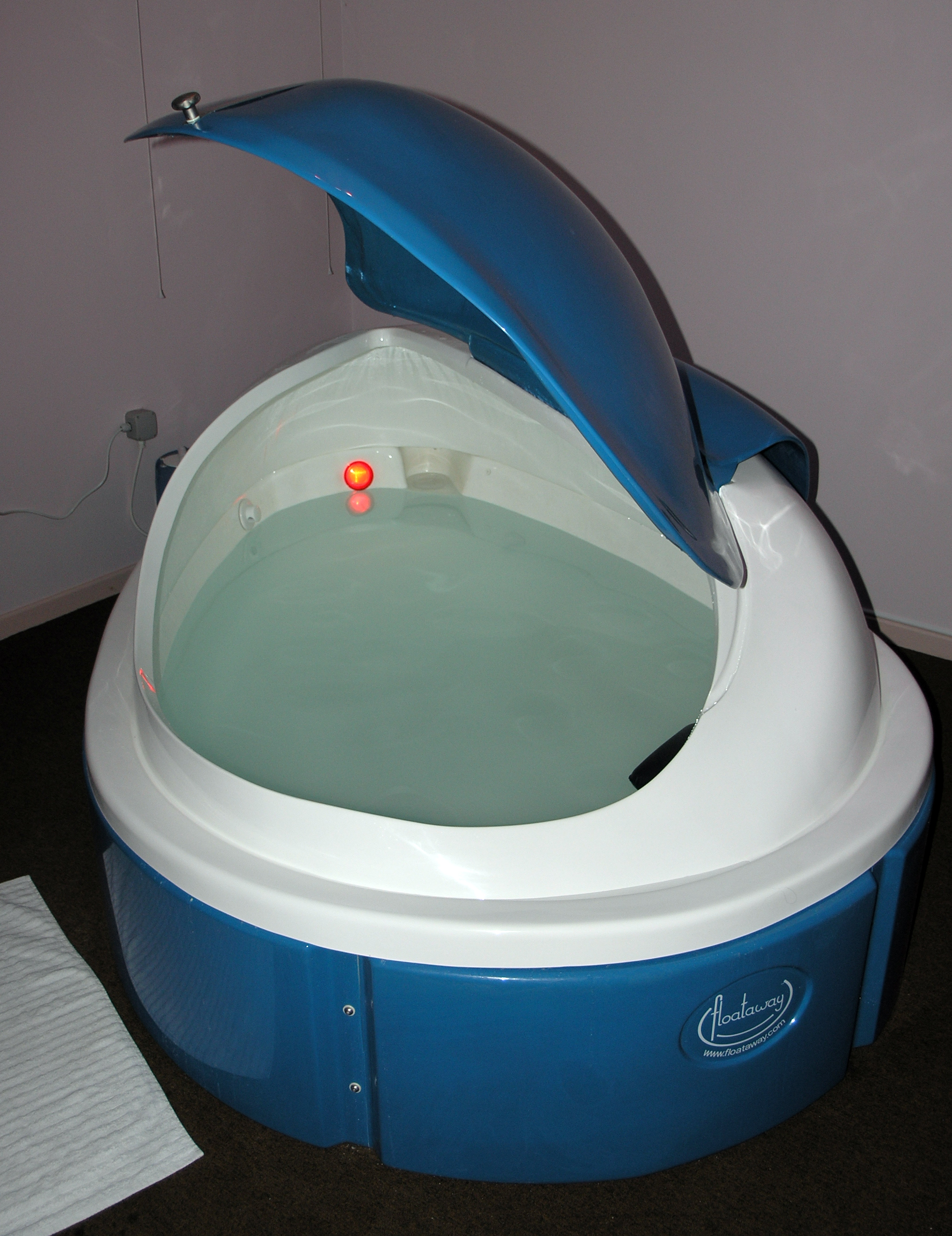
Um tanque de isolamento sensorial é usado para estimular a atividade cerebral.

Os pesquisadores pretendem aumentar o potencial humano através da neuroengenharia. As técnicas mais utilizadas são o neurofeedback, o  isolamento sensorial, o TENS e o treinamento fótico.

## Na cultura popular
Na cultura popular, o neologismo inglês neurohacking significa qualquer forma de neuroengenharia reivindicando a autonomia e a desenvoltura dos primeiros hackers de computador, na modificação do cérebro e não a do computador. A comunidade francófona ligada à NeuroHacking Association, se encontrou diante de uma livre escolha de neologismos franceses equivalentes, e no entanto apresentou as traduções aparentemente errôneas "neuropirata" e "neuropirataria", não por ignorância da  polissemia e do primeiro significado da palavra hacker, mas a fim de explicitar
o termo "neurohacking" e diferenciar daquele praticado -entre outros- pela NeuroHacking Association, frequentemente descrito na ficção científica (e cujos proponentes da teoria da conspiração adoram), que consiste em extrair (ou implantar) informações do (ou no) cérebro com ajuda de aparelhos eletrônicos ou da informática, como em Matrix.
Esta forma popular de neuroengenharia utiliza as informações e as tecnologias principalmente resultantes das áreas da epigenética, do biofeedback e do  neurofeedback, a psicofarmacologia, a psicologia biológica e a análise funcional, mas muitos praticantes também empregam igualmente o exercício físico, as indicações nutricionais internacionais, os  suplementos alimentares e as vitaminas, a meditação ou a auto-hipnose. Alguns evitam qualquer substância psicoativa, incluindo a cafeína, o álcool, os aditivos alimentares e os açúcares de absorção rápida. A pesquisa atual concentra-se na natureza e no desenvolvimento da inteligência e sobre os meios de aumentá-la ou melhorá-la. O trabalho dos médicos Herman Epstein, Joseph LeDoux, Alex Ramonsky e David Barker são particularmente reconhecidos.
 Ver também hacking, informática e neuropirataria, no campo da ficção científica.

## Revistas acadêmicas
- IEEE Transactions on Biomedical Engineering
- IEEE Transactions on Neural Systems and Rehabilitation Engineering
- The Journal of Neural Engineering
- JNER Journal of NeuroEngineering and Rehabilitation
- Journal of Neurophysiology

## Projetos deneurohacking
- Laboratórios de Pesquisa:The Entelechy Institute (Grã-Bretanha)
- Programas de treinamento:London WC1 Neurohacking Intal
- Rede neuropirataria: EUA / Reino Unido / França / Colômbia / Rússia "Homeworld"